# Again (YUI의 노래)
〈again〉(어게인)은 일본 싱어송라이터 YUI의 13번째 싱글이다. 2009년 6월 3일에 발매됐으며, 타이틀곡 again은 애니메이션 《강철의 연금술사 BROTHERHOOD》의 여는곡으로 쓰였다. 또, YUI가 활동을 잠시 멈추었던 2008년 11월 이후 처음 발매된 싱글이다.
발매 첫 주에는 약 11만 장을 팔며 2009년 여성 가수의 첫 주 판매량 1위를 차지했다. 이로써 전 싱글 〈SUMMER SONG〉에 이어 2연속 오리콘 위클리 차트 1위를 석권하게 되었다..

## 수록곡
1. again
2. Sea
3. SUMMER SONG ~Yui Acoustic Version~
4. again (instrumental)

## 한정반 DVD
1. Again: Music Video
2. I'll Be: Special School Live Video

## 번들
〈again〉의 초회한정반과 초회통상반에는 애니메이션 《강철의 연금술사 BROTHERHOOD》의 스티커 사진과 스티커 연성진이 번들로 추가되었다.

## 차트 순위
| 차트         | 순위 |
| ------------ | ---- |
| 오리콘 일간. | 1    |
| 오리콘 주간  | 1    |
| 오리콘 연간  | 34   |